# Taszkencka Wyższa Ogólnowojskowa Szkoła Dowódcza
Taszkencka Wyższa Ogólnojęzykowa Szkoła Dowódcza im. W.I. Lenina odznaczona Orderem Czerwonego Sztandaru (uzb. Тошкент Олий Умумқўшин Қўмондонлик билим юрти. ТОУҚБЮ; ros. Ташкентское высшее общевойсковое командное Краснознаменное ордена Красной Звезды училище имени В. И. Ленина; ТВОКУ им. Ленина) – radziecka wojskowa instytucja szkoleniowa Ministerstwa Obrony ZSRR, kształcąca oficerów na potrzeby Sił Zbrojnych ZSRR.
Szkoła, nazywana w przeszłości szkołą leninowską, powstała 12 lipca 1918 – jest to data rozkazu nr 456 powołania komisji organizacyjnej przez Komisariat Wojskowy Turkestańskiej Republiki Radzieckiej.